# Корпус экспертов по естественным наукам
Корпус экспертов по естественным наукам и математике — наукометрический проект российских учёных Б. Е. Штерна, М. В. Фейгельмана, Г. А. Цирлиной и В. Д. Арнольда, запущенный в 2007 году.
Основная цель — сбор и анализ информации о результатах работ российских учёных, работающих (в России или за рубежом) в области естественных наук и математики.
С 18 марта 2022 года проект приостановлен.

## Основные задачи
- Поиск среди российских учёных, работающих в области естественных наук и математики, тех, чьи работы цитируются в базе данных Web of Science не менее 1000 раз[2].
- Проведение независимых от каких-либо инстанций экспертных оценок об актуальных научных направлениях и коллективах учёных, работающих на мировом уровне[5].

## Основные проекты

### «Индекс цитирования работ российских ученых»
В 2000 году Б. Е. Штерн начал работу над составлением «Индекса цитирования российских учёных». В «списки Штерна» вносились специалисты, на работы которых в международной базе научных статей Web of Science было зафиксировано свыше 1000 ссылок и более 100 ссылок. Такие критерии позволили определить, соответственно, продуктивных и успешных учёных.
Выявленным в результате отбора двум тысячам специалистов была отведена роль «первичных выборщиков» проекта. По электронной почте им были направлены письма, в которых содержалась просьба назвать 10—15 коллег, которых они считают экспертами в своей научной области. На данные письма отозвалось 35 % опрошенных. Составителями опроса было принято решение считать потенциальными экспертами тех, чьи имена «первичными выборщиками» были названы пять и более раз. Соответственно, новым избранным лицам были направлены письма с разъяснением идеи «Корпуса экспертов» и предложениями сотрудничества. Проект «Корпуса экспертов» начал активно развиваться с весны 2007 года. В результате методом опроса наиболее цитируемых учёных был составлен перечень экспертов: тех, кому доверяет научное сообщество.

### «Карта полезных ископаемых» российской науки
«Карта полезных ископаемых» представляет собой базу российских учёных — специалистов в области естественных наук международного уровня. Она создавалась в 2007—2012 годы. Её эпиграф — «Спасение ископаемых — дело рук самих ископаемых». Использование в названии словосочетания «полезные ископаемые» обусловлено тем, что соответствующих мировым стандартам специалистов приходится выявлять среди примерно 380 тысяч человек, которые, согласно официальной статистике, заняты в России наукой.
На карту «нанесены» сведения примерно о 5000 исследователях. Проект полемизирует с «Картой российской науки», созданной под эгидой Министерства образования и науки РФ.
«Карта полезных ископаемых», в частности, оспаривает распространённое суждение, что ключевыми научными экспертами в России следует считать академиков и членов-корреспондентов РАН. В ней называются «далеко не все академики и члены-корреспонденты РАН».
Главный тезис составителей «Карты полезных ископаемых»: «Необходимо использовать корректную классификацию научных направлений и тематик для любых научно-организационных решений, включая оценку специалистов, научных коллективов и проектов».

## Основной результат работы
Выявлено «действительно ценное, что есть в российской науке сейчас»: созданы списки российских учёных — «много и часто цитируемых» (около 10 700 человек), а также цитирования которых хотя и не достигли необходимого порога, «но интересных» (свыше 6000 лиц).